# Bear Brook (dopływ Middle River of Pictou)
Bear Brook (do 26 marca 1976 McCulloch Brook) – strumień (brook) w kanadyjskiej prowincji Nowa Szkocja, w hrabstwie Pictou, płynący w kierunku południowo-zachodnim i uchodzący do Middle River of Pictou; nazwa McCulloch Brook urzędowo zatwierdzona 22 marca 1926 (dla cieku obejmującego także współczesny Fox Brook). Dopływem Bear Brook jest Fox Brook.